# Ove
Ove ist ein skandinavischer männlicher Vorname, die skandinavische Form von Uwe.

## Namensträger
- Ove Allansson (1932–2016), schwedischer Schriftsteller
- Ove Almborn (1914–1992), schwedischer Lichenologe
- Ove Andersen (1899–1967), finnischer Hindernisläufer
- Ove Andersson (1938–2008), schwedischer Rallyepilot sowie Rallye- und Formel-1-Teamchef von Toyota Racing
- Ove Andersson (1916–1983), schwedischer Fußballspieler
- Ove Arup (1895–1988), dänisch-norwegisch-britischer Ingenieur
- Ove Aunli (* 1956), norwegischer Ski-Langläufer
- Ove Karl Berthelsen (* 1954), grönländischer Politiker (Inuit Ataqatigiit)
- Ove Christensen (1856–1909), dänischer Komponist, Pianist und Geiger
- Ove Ekebjærg (* 1934), dänischer Schachspieler
- Ove Eklund (* 1946), schwedischer Fußballspieler
- Ove Emanuelsson (1941–2021), schwedischer Kanute
- Ove Erik Eriksson (* 1935), schwedischer Mykologe
- Ove Flindt-Bjerg (* 1948), dänischer Fußballspieler, -trainer und Scout
- Ove Franz (1936–2015), deutscher Politiker (CDU)
- Ove Frederiksen (1884–1966), dänischer Tennisspieler
- Ove Fundin (* 1933), schwedischer Speedwayfahrer
- Ove Gjedde (1594–1660), dänischer Reichsadmiral
- Ove Grahn (1943–2007), schwedischer Fußballspieler
- Ove Gude (1853–1910), schwedisch-norwegischer Diplomat
- Ove Guldberg (1918–2008), dänischer Ingenieur und Politiker (Venstre)
- Ove Verner Hansen (1932–2016), dänischer Schauspieler und Koch
- Ove Høegh-Guldberg (1731–1808), dänischer Staatsmann, Theologe und Historiker
- Ove Ingemarsson, schwedischer Sopran- und Tenorsaxophonist des Post Bop
- Ove Jensen (* 1947), dänischer Radrennfahrer
- Ove Jensen (* 1973), deutscher Wirtschaftswissenschaftler
- Ove Joensen (1948–1987), färöischer Ruderer
- Ove Johansson (1936–2015), schwedischer Musiker
- Ove Johansson (1948–2023), schwedischer American-Football-Spieler
- Ove Juel (1700–1766), dänischer Generalleutnant
- Ove Kant (1929–1997), schwedischer Regisseur, Drehbuchautor und Schauspieler
- Ove Karlsson (1915–1982), schwedischer Fußballspieler
- Ove Karlsson (* 1944), schwedischer Sportjournalist
- Ove Valentin Kielsen (1803–1864), dänischer Kaufmann und kommissarischer Inspektor in Grönland
- Ove Kindvall (1943–2025), schwedischer Fußballspieler
- Ove König (1950–2020), schwedischer Eisschnellläufer
- Ove Lestander (* 1941), schwedischer Skilangläufer
- Ove Lind (1926–1991), schwedischer Jazz-Klarinettist, Arrangeur, Komponist und Bandleader
- Ove Malmberg (1933–2022), schwedischer Eishockeyspieler
- Ove Wilhelm Michelsen (1800–1880), dänischer Seeoffizier und späterer dänischer Marine- und Außenminister
- Ove Molin (* 1971), schwedischer Eishockeyspieler und -trainer
- Ove Rosing Olsen (* 1950), grönländischer Politiker (Siumut) und Arzt
- Ove Krogh Rants (1926–2023), dänischer Bahnradsportler
- Ove Skafte Rasmussen (1909–1995), deutsch-dänischer Unternehmer
- Ove Rübsamen (* 1956), schwedischer Fußballspieler
- Ove Skog (1944–2018), Schwedens erster registrierter Tätowierer
- Ove Sprogøe (1919–2004), dänischer Schauspieler
- Ove Svejstrup (* 1978), dänischer Badmintonspieler
- Ove Svenson (1880–1976), schwedisch-dänischer Maler und Lithograph
- Ove Thorsheim (* 1949), norwegischer Diplomat
- Ove Trellevik (* 1965), norwegischer Politiker
- Ove Volquartz (* 1949), deutscher Improvisationsmusiker und Komponist

### Owe
- Owe Adamsson (1935–2023), schwedischer Radrennfahrer
- Owe Jonsson (1940–1962), schwedischer Leichtathlet
- Owe Nordqvist (1927–2015), schwedischer Radrennfahrer
- Owe Ohlsson (* 1938), schwedischer Fußballspieler
- Owe Schattauer (* 1969), deutscher Musiker

## Familienname
- Mette Ove Petersen (* 1934), dänische Schwimmerin